# Dutch Ruppersberger

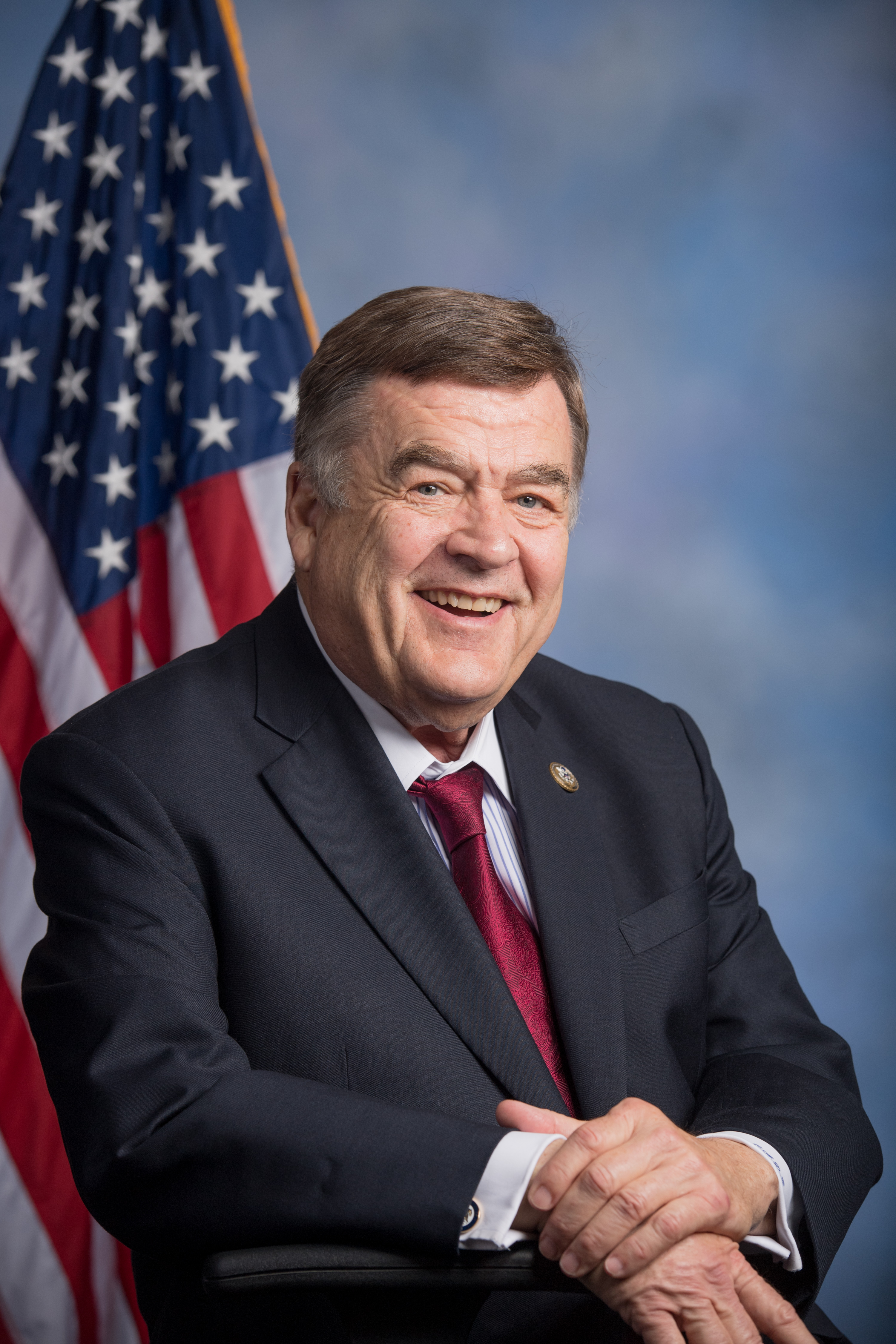
Dutch Ruppersberger december 2018.

Charles Albert "Dutch" Ruppersberger III, född 31 januari 1946 i Baltimore, Maryland, är en amerikansk demokratisk politiker. Han representerade delstaten Marylands andra distrikt i USA:s representanthus 2003–2025.
Ruppersberger studerade vid Baltimore City College, University of Maryland och University of Baltimore. Han arbetade sedan som advokat i Maryland.
Kongressledamot Bob Ehrlich kandiderade i guvernörsvalet i Maryland 2002 och vann. Ruppersberger vann kongressvalet och efterträdde Ehrlich i representanthuset i januari 2003.
Ruppersberger är metodist. Han och hustrun Kay har två barn.